# Vlădeni, Botoșani
Vlădeni este satul de reședință al comunei cu același nume din județul Botoșani, Moldova, România.

## Istoric
Comuna Vlădeni se află în partea stângă a cursului superior al râului Siret, fiind traversată în partea sa sudică de DN 29, care face legătura dintre Botoșani și Suceava. Prima locație a satului a fost pe malul Siretului, la locul numit azi „Seliște”, însă, nu se știe din ce motive, în jurul anului 1716 localitatea este strămutată pe actuala vatră a satului .
Despre denumirea localității știm că logofătul Isaia, în timpul domnitorului Alexandru cel Bun, primește un privilegiu asupra moșiei Vlădeni, de pe Siret, unde fusese boier Oreș, fiul lui Vlad, și de la acesta din urmă se pare că a apărut numele Vlădeni.
Sfântului Voievod Stefan cel Mare, la data de 14 martie 1489, cumpără moșia cu 350 zloți tătărești de la nepoții logofătului Isaia și o dă în proprietatea mănăstirii Voroneț, pentru ca mai apoi să o dea în administrarea mănăstirii Putna. 
În anul 1765, Alexandru Mavrocordat dăruiește moșia Vlădeni boierului Iordache Balș.
În actuala vatră a satului, până la anul 1906, a existat o bisericuță de lemn cu hramul „Sfântul Nicolae” care a fost închisă în anul mai sus amintit de o comisie a Sfintei Mitropolii, deoarece era în pericol iminent de a se dărâma.
În anul 1906, proaspăt hirotonit, preotul Ioan Gavriliu a luat inițiativa ridicării unei biserici de zid de dimensiuni mai mari.